# Freak Out
Freak Out es el quinto álbum de estudio de la banda americana de pop punk Teenage Bottlerocket. Fue lanzado en 3 de julio de 2012 por Fat Wreck Chords y es su segundo trabajo bajo este sello. Fue grabado en Blasting Room desde febrero hasta abril del 2009. La banda grabó un videoclip de la canción "Headbanger" y "Crusing for Chicks".

## Lista de canciones
- 1. Freak Out
- 2. Headbanger
- 3. Crusing for Chicks
- 4. Necronomicon
- 5. Maverick
- 6. Done With Love
- 7. Punk House of Horror
- 8. Never Gonna Teel You
- 9. In The Pit
- 10. Mutilate Me
- 11. Who Killed Sensei?
- 12. Radical
- 13. Summertime
- 14. Go With the Flow

## Músicos
- Kody Templeman - guitarra y voz
- Ray Carlisle - guitarra y voz
- Miguel Chen - bajo
- Brandon Carlisle - batería

- Datos: Q19844323